# Manifeste des Trente

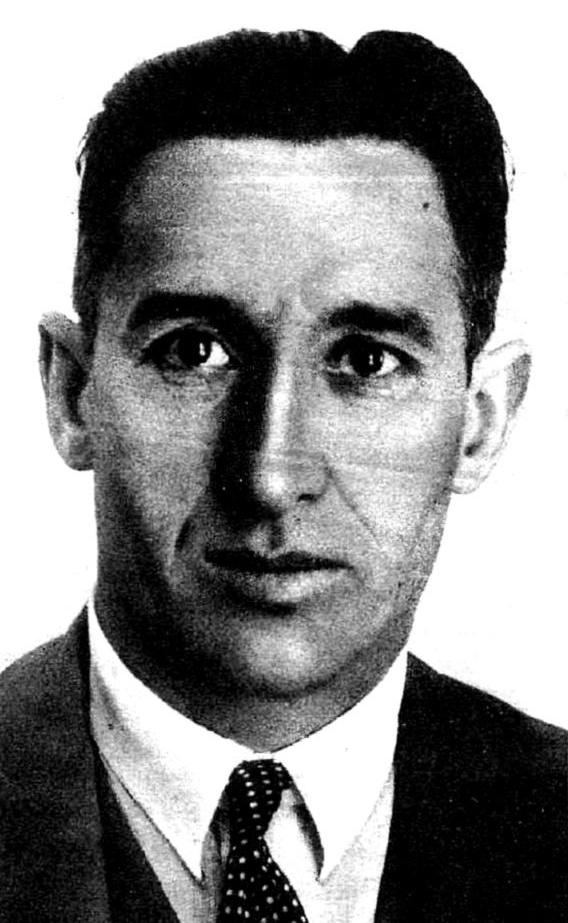
Ángel Pestaña.

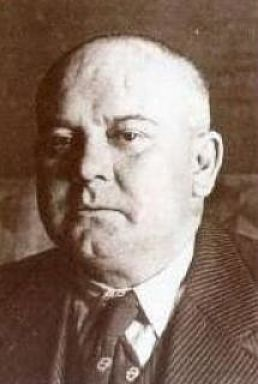
Joan Peiró.

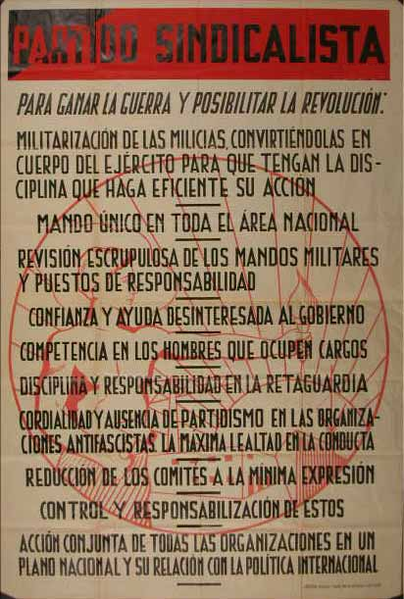
Une affiche du Partido Sindicalista.

Le Manifeste des Trente ou Manifiesto de los Treinta est un texte politique rendu public à Barcelone, en août 1931, par des militants syndicalistes de la Confédération nationale du travail. Il est notamment signé par Joan Peiró (secrétaire général de la CNT en 1922-1923), Ángel Pestaña (secrétaire général de la CNT en 1929) ou Juan López Sánchez.
Qualifié de trentisme, ce courant idéologique défend une ligne définie comme « modérée » ou « possibilisme libertaire » au sein du mouvement libertaire espagnol.
D'abord exclu de la Confédération, il se réunifie avec la tendance anarcho-syndicaliste, en mai 1936 au congrès de Saragosse, autour du projet de communisme libertaire qui fait de la commune libertaire la pièce maîtresse de la société post-révolutionnaire.

## Contexte
Début des années 1930 en Espagne, la première formation syndicale du pays, la Confédération nationale du travail, est déchirée par un conflit interne entre trois tendances : le courant anarcho-syndicaliste historiquement apolitique, la jeune Fédération anarchiste ibérique (1927) très active qui prône l'insurrection contre le République naissante (avril 1931) et le groupe Los Solidarios animé par les activistes Buenaventura Durruti, Joan García Oliver, Francisco Ascaso et Ricardo Sanz.

## Développements
Après le congrès de la CNT de 1931, en août, trente membres éminents de la CNT signent le Manifeste des Trente qui analyse la situation économique et sociale espagnole et où sont critiqués aussi bien le gouvernement républicain que la frange radicale de la CNT. Il s’éleve, surtout, contre l’ingérence de la Fédération anarchiste ibérique (FAI) au sein de la Confédération. Certains parlent même de la « dictature de la FAI ». Partisans du « syndicalisme pur », ces militants modérés prônent une sorte d’armistice avec les autorités pour que l’action syndicale puisse se développer et critiquent la violence des groupes anarchistes et le recours aux actions illégales.
Sans être favorable à un accord avec les partis de gauche ni échanger la modération de la CNT contre des avantages sociaux, les trentistes appellent à déconstruire le « mythe révolutionnaire » et proposent « une préparation de la révolution » par l'éducation et par l'exemple.
La question du rapport aux institutions est au cœur du débat. Pour les « trentistes » et leurs partisans, la démocratie bourgeoise doit être utilisée en faveur de réformes favorables à la classe ouvrière, les questions politiques n’étant pas du ressort du syndicat. En face, les syndicalistes anarchistes se posent clairement en défenseurs de l’antiparlementarisme, ne voyant dans la République qu’un nouveau moyen d’oppression de la bourgeoisie et des capitalistes.
Les « trentistes » sont mis en minorité dans la CNT. Ils doivent alors abandonner leurs mandats et des sections syndicales sont exclues. Ces exclusions entraînent la formation de « syndicats d’opposition ».
En 1932, le trentisme et en particulier Ángel Pestaña donnent naissance au Parti Syndicaliste (Partido Sindicalista) dont le projet révolutionnaire est l’instauration du communisme libertaire basé sur les coopératives, les syndicats et les communes. L'ambition du PS est d'incarner le mouvement anarcho-syndicaliste lors des élections.
Le Parti Syndicaliste publie son journal, El Pueblo et organise sa propre organisation de jeunesse, les Jeunesses Syndicalistes (Juventudes Sindicalistas). Aux élections de 1936, il participe au Front populaire et obtient deux élus au Parlement, à Cadix et Saragosse, Ángel Pestaña et Benito Pabón. Le parti ne rassemblera jamais plus de 30000 adhérents.
Parallèlement, se constitue le 25 février 1933 à l'initiative de Joan Peiró, une Fédération syndicaliste libertaire (es) qui se réunifie avec la CNT en 1936, lui apportant quelque 70000 membres.

## Révolution espagnole
Pendant la révolution sociale espagnole de 1936, cette sensibilité a toujours opté pour une collaboration avec l'ensemble des autres forces antifascistes. Lorsque la CNT-FAI décide de participer au gouvernement de la République, ce courant apporte deux ministres : Juan López Sánchez et Joan Peiro.

## Signataires
Juan López, Agustín Gibanel, Fornells Ricardo José Girona, Daniel Navarro, Jesús Rodríguez, Antonio Vallabriga, Ángel Pestaña, Miguel Portoles Joaquín Roura, Joaquín Lorente, Progrès Alfarache Peñarroya Antonio Camilo Piñón, Joaquín Cortés, Gabin Isidoro Pedro Massoni Francisco José Arin Cristiá, Dinarés Juan Roldán Cortada, Sebastián Clara, Juan Peiro, Ramón Viñas, Federico Uleda, Peter Cane, Mariano Prat Puig Spartacus, Narciso Marco, Janvier Minguet.

## Sources
- (es) Manifiesto de los Treinta.
- (es) Manifiesto de los Treinta.